# محمد الطويل
محمد الطويل (بالإنجليزية: Mohammed Al-Towil)‏؛ مواليد 10 فبراير 1991 في، السعودية، هو لاعب كرة قدم سعودي يلعب لنادي الثقبة.

## مسيرة اللاعب
لعب سابقاً مع نادي الاتفاق ونادي الخليج ونادي النجوم ونادي الثقبة.

## روابط خارجية
- محمد الطويل على موقع Soccerway.com (الإنجليزية)